# Laura Põldvere
Laura Põldvere, (2013–2016 Laura Remmel) född den 30 augusti 1988 i Tallinn, är en estländsk sångerska. Hon är mest känd för att ha representerat Estland i Eurovision Song Contest 2005 som en del av gruppen Suntribe. De slutade på 20:e plats i semifinalen och tog sig inte till final.
Põldvere har även själv deltagit i de estniska uttagningarna till Eurovision, Eurolaul och Eesti Laul. 2005 deltog hon i Eurolaul med låten "Moonwalk" med vilken hon slutade tvåa. Hon vann även då hon var en del av den vinnande gruppen Suntribe. 2007 deltog hon i Eurolaul igen, denna gång med låten "Sunflowers" med vilken hon slutade trea.
I september 2007 släppte Põldvere sitt debutalbum Muusa och började studera vid Berklee College of Music i Boston i USA.
2009 återvände hon till Estland och deltog i Eesti Laul med låten "Destiny" med vilken hon kom på tredje plats. Hon släppte sitt andra album i december 2009 med titeln Ultra. 2011 släppte hon samlingsskivan Sädemeid taevast.

## Privatliv
Laura Põldvere var gift med den estniska jazzpianisten Joel-Rasmus Remmel mellan 2014 och 2016 under vilken period hon tog hans efternamn. Efter deras skilsmässa 2016 återgick hon till sitt födelsenamn. 